# محمد آصف المحسني
محمد آصف المحسني القندهاري، (1354 هـ/1935 م-1440 هـ/2019 م) أحد مراجع تقليد الشيعة في أفغانستان، ومِن مؤيدي فكرة التقريب بين المذاهب الإسلامية، ورئيس شورى علماء الشيعة في أفغانستان، ومؤسس الحوزة العلمية وجامعة «خاتم النبيين» في كابول، وكذلك من أعضاء الشورى العليا للمجمع العالمي لأهل البيت، والزعيم السابق للحركة الإسلامية في أفغانستان، ومؤسس قناة الحضارة.

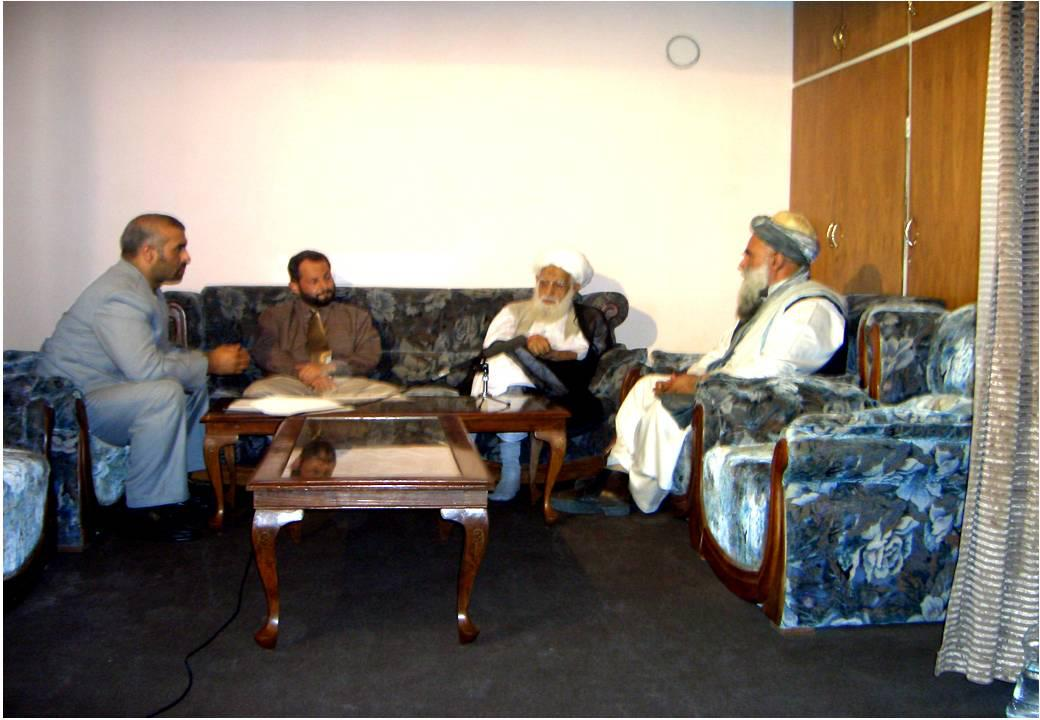
محمد آصف المحسني مع بعض المستشارين

## نسبه
محمد آصف المحسني ابن محمد ميرزا المحسني.

## ولادته
ولد في 22 محرم 1354 هـ في قندهار إحدى مدن أفغانستان.

## عائلته
زواجه
تزوج في سنة 1380 هـ من بنت عمته.
أولاده
عبد الله
حفيظ
حبيب

## أساتذته
درس على يد الكثير من المراجع منهم:
- أبو القاسم الخوئي.
- محسن الحكيم.
- عبد الأعلى السبزواري.
- حسين الحلي.

## أنشطته الدينية
لعب محمد آصف المحسني أدوارا دينية متعددة ومتنوعة، كرئاسته على شورى علماء الشيعة في أفغانستان، وتأسيسه لمؤسسة خاتم النبيين التعليمية والثقافية في كابول، وإنشائه لقناة الحضارة، وبذل الجهود للاعتراف بالمذهب الشيعي، والتقريب بين المذاهب الإسلامية.
تشكيل شورى علماء الشيعة في أفغانستان
عقد المحسني في سنة 1382 ه أول تجمع كبير لعلماء الشيعة الأفاغنة في كابول، وبعد ثلاثة أيام من المفاوضات تمّ القرار على تأسيس «شورى علماء الشيعة في أفغانستان»، وتضم هذه الشورى برئاسة المحسني 65 مندوبا في مختلف أنحاء أفغانستان، وتضمّ أكثر من 2000 عضو.
الاعتراف بالمذهب الشيعي
تمّ الاعتراف بالمذهب الشيعي لأول مرة في دستور الجمهورية الإسلامية الأفغانية الذي تمت الموافقة عليه في 11 ذي القعدة سنة 1424 هـ، ويعتبر هذا الأمر في اعتقاد الكثير من الناس ثمرةَ جهود المحسني.
مؤسسة خاتم النبيين
أُنشئَت مؤسسة خاتم النبيين في كابول تحت إشراف المحسني، وهي مؤسسة وحوزة علمية للدراسات العليا، وتبلغ مساحتها 4000 متر مربع، ويشمل هذا المجمّع الحوزة العلمية، والجامعة، والمكتبة، والمسجد.
قناة الحضارة
في سنة 1386 ه قام المحسني بتأسيس قناة الحضارة، التي تبثّ الأخبار والتقارير والبرامج الدينية، وتمتنع عن بث الموسيقى.
قانون الأحوال الشخصية للشيعة
قدّم المحسني في عام 1388 ه (2009 م) مشروعا تحت عنوان «قانون الأحوال الشخصية للشيعة» إلى حكومة حامد كرزاي، وفي البداية تمت الموافقة عليه بناء على المادة 131 من دستور أفغانستان، ثم أعيد النظر فيه عندما اعترضت عليه بعض الأحزاب الشعبية، ومؤسسات حقوق الإنسان.
التقريب بين المذاهب الإسلامية
يعتبر المحسني من الشخصيات المعروفة في مجال التقريب بين المذاهب الإسلامية، فهو أسّس «شورى الأخوة الإسلامية في أفغانستان»، وألّف كتاب «تقريب مذاهب، از نظر تا عمل» (التقريب بين المذاهب، من النظرية إلى التنفيذ)، وأنشأ جامعة خاتم النبيين لدراسة أهل السنة والشيعة جنبا إلى جنب.

## أنشطته السياسية
بعد الانقلاب الشيوعي في 19 جمادى الأولى 1398 هـ، وتولي الحزب الديمقراطي الشعبي الأفغاني للحكم، غادر المحسني أفغانستان، وذهب أولا إلى المملكة العربية لأداء مناسك الحج، ثم سافر إلى سوريا، وبقي فيها فترة قصيرة مشغولا بتدريس العلوم الدينية.
حزب الحركة الإسلامية في أفغانستان
في 10 جمادى الأولى سنة 1399 هـ قام المحسني مع جماعة من رجال الدين الأفاغنة المقيمين بقم المقدسة بتأسيس «حزب الحركة الإسلامية في أفغانستان»، وقام هذا الحزب المتكوّن من الفِرق الصغيرة، بإنشاء أكثر من 100 قاعدة عسكرية في 19 مقاطعة في أفغانستان، وتنظيم عشرات آلاف قوات، ضد قوى وعناصر الاتحاد السوفيتي.
وفي سنة 1426 ه انسحب عن قيادة هذا الحزب، وبهذا انسحب عن النشاطات السياسية أيضا.
التعاون مع حكومة المجاهدين
بعد سقوط النظام الشيوعي للدكتور نجيب الله في 24 شوال سنة 1412 هـ، وكان المحسني في أول حكومة للمجاهدين في «كابول» ناطقاً باسم شوری قیادة الحکومة الاسلامیة في أفغانستان، ولكنه بعد نشوب الحروب الداخلية التي وقعت بين فصائل المجاهدين غادر «كابول» إلى مدينة إسلام آباد في باكستان

## مؤلفاته
قام المحسني بالإضافة إلى أنشطته السياسية والدينية والثقافية، بتأليف العديد من الكتب والمقالات، والتي نشرت منها أكثر من 60 أثرا، ولذلك حصل على أعلى الرموز والشعارات العلمية في أفغانستان وهو رمز الأكاديمية.
وقد كتب باللغتين العربية والفارسية في مختلف المواضيع، كالحديث، والفقه، والرجال، والعقائد، والسياسة، ومن كتبه بالعربية:
- بحوث في علم الرجال: يحتوي هذا الكتاب على قواعده الرجالية.[10]
- مشرعة بحار الأنوار: يعتبر هذا الكتاب بحسب ما قاله مؤلفه هو فَصَل الروايات المعتبرة عن غيرها، بناء على القواعد الرجالية التي ذكرها في كتابه «بحوث في علم الرجال»، وشرح بعض المواضع الواردة في الروايات المعتبرة[11]، أثارهذا الكتاب ردات فعل بعد إصداره في عام 2000م، وسبب تأليف الكتاب أنه رأى:«ان في بحار الأنوار جراثيم مضرة لشاربها و مواد غير صحية لابد من الاجتناب عنهما». وقد تمسك المحسني بمبدأ التخلي عن كل تلك الروايات، كما انتقد المحسني بعض الحوزات العلمية لعدم أهتمامها بكثرة.[12]
- معجم الأحاديث المعتبرة: كتاب جمع فيه الأحاديث المعتبرة التي يراها صحيحة وقد رتبها عقائديا ثم فقهيا ثم من سيرة النبي آدم إلى الائمة الاثنا عشر في 8 أجزاء، وبلغ عدد الأحاديث فيه إلى 12990[13]
- الأحاديث المعتبرة في جامع أحاديث الشيعة: كتاب جمع فيه الأحاديث الصحيحة من كتاب جامع أحاديث الشيعة وفصل الأحاديث الضعيفة وشرح بعضها[14]

- سراة الحق (3 مجلدات، الفقه الإسلامي) الطبعة الثالثة
- - القرآن أو الوثيقة الإسلامية
- - فوائد الدين في الحياة
- - اقتصاد معتدل
- - أصول الفقه والطب مجلدين (حديقة قم كتاب).
- - شرح قضايا الحرب (قضايا الحرب والجهاد).
- - ديوان شعر

- الإجابة على الاسئلة الدينية والمراجع الشعبية
- - شرح قضايا الحرب
- - إيضاح القضايا الطبية
- - بحوث في علم الرجال (دراسة وتحقيق: كمال الحزباوي)[15]

## وفاته
توفي إثر وعكة صحية في 5 أغسطس 2019 م في مستشفى بـكابول عاصمة أفغانستان.

## وصلات خارجة
تحميل كتبه